# Treaty United FC
Treaty United FC är en fotbollsklubb från Limerick i Irland. De spelar sina matcher i rött, blå och vitt. Fotbollsklubb grundades 2020 och har spelat i League of Ireland First Division från 2021. Större matcher kan spelas på Markets Field.

## Meriter
- Premier Division: 0 (x)[3]
- Cupmästare: 0 (x)[4]

## Placering tidigare säsonger
| Säsong | Nivå | Liga           | Placering | Referens          | Kommentar |
| ------ | ---- | -------------- | --------- | ----------------- | --------- |
| 2021   | 2    | First Division | 4         | [ 5 ] [ 6 ] [ 7 ] |           |
| 2022   | 2    | First Division | 5         | [ 8 ] [ 9 ]       |           |
| 2023   | 2    | First Division | 6         | [ 10 ]            |           |
| 2024   | 2    | First Division | 7         | [ 11 ]            |           |

## Trupp 2022
Uppdaterad: 22 april 2022
| Nr | Land   | Pos | Namn                |
| -- | ------ | --- | ------------------- |
| 1  | Irland | MV  | Jack Brady          |
| 2  | Irland | F   | Charlie Fleming     |
| 3  | Irland | F   | Marc Ludden         |
| 5  | Irland | F   | Seán Guerins        |
| 6  | Irland | MF  | Callum McNamara     |
| 7  | Irland | MF  | Conor Melody        |
| 8  | Irland | MF  | Joe Collins         |
| 9  | Irland | A   | Kieran Hanlon       |
| 10 | Irland | A   | Dean George         |
| 11 | Irland | MF  | Stephen Christopher |
| 12 | Irland | MF  | Lee Devitt          |
| 13 | Irland | MV  | Conor Winn          |

| Nr | Land   | Pos | Namn                |
| -- | ------ | --- | ------------------- |
| 14 | Irland | MF  | Denzil Fernandes    |
| 16 | Irland | MF  | Willie Armshaw      |
| 17 | Irland | MF  | Joel Coustrain      |
| 19 | Irland | A   | Enda Curran         |
| 20 | Irland | A   | Martin Coughlan     |
| 21 | Irland | MF  | Colin Conroy        |
| 22 | Irland | MF  | Matt Keane          |
| 25 | Irland | F   | Mark Walsh          |
| 27 | Irland | A   | Jack Arra           |
| 32 | Irland | F   | Joe Gorman          |
| 44 | Irland | F   | Jack Lynch (kapten) |